# Mini cuccioli e i DinoCuccioli
Mini cuccioli e i DinoCuccioli è una serie televisiva animata, spin-off della serie Mini cuccioli  trasmessa da Rai Yoyo.

## Trama
I protagonisti della serie sono gli stessi mini cuccioli, che, in una valle incontaminata, incontrano i DinoCuccioli, piccoli dinosauri con cui vivono avventure divertenti, imparando valori come il coraggio e la solidarietà. Durante le loro avventure, i piccoli dinosauri scoprono giochi e oggetti del mondo moderno, mentre i mini cuccioli apprendono usanze e curiosità del passato.

## Personaggi

### I Mini cuccioli
- Olly: una gattina intelligente, sveglia e gentile, adora fare i pisolini, ma si arrabbia quando viene svegliata.
- Diva: un'anatra molto vanitosa e a volte prepotente, ma in realtà è molto generosa, ama essere sempre bella e perfetta. Sembra avere una cotta per Cilindro, ricambiata.
- Portatile: un cane colto ed educato, ama disegnare.
- Cilindro: un coniglio, sempre in cerca di guai e pasticcione, ma simpatico. È innamorato, ricambiato, di Diva: infatti, in alcuni episodi, arrossisce davanti a lei.
- Senzanome: un pulcino, è il più piccolo del gruppo e il più timido, non ha ancora imparato a parlare e si esprime con dei cartelli disegnati da lui.
- Pio: un ranocchietto sempre in cerca di avventure, è il migliore amico di Senzanome.
- Matusalemme: l'albero del parco, è saggio e dà sempre consigli ai mini cuccioli nei casi più difficili.

### I DinoCuccioli
- Dentino: un piccolo velociraptor.
- Bernoccolo: un buffo brachiosauro dal collo lungo con un bernoccolo in testa. La voce è di Lorenzo Andreaggi.[1]
- Spacca: un triceratopo femmina.
- Smilla:
- Dattila: uno pterosauro femmina.
- Attila: uno pterosauro.
- Trillo:
- Ego: uno stegosauro.

## Episodi

### Prima stagione
| N° | Titolo                             |
| -- | ---------------------------------- |
| 1  | Nuovi amici                        |
| 2  | Il compleanno di Bernoccolo        |
| 3  | Tiro a segno                       |
| 4  | Ombre infuocate                    |
| 5  | Vittoria su due ruote              |
| 6  | Il soffio magico                   |
| 7  | I nidi volanti                     |
| 8  | Alla scoperta della bicicletta     |
| 9  | La gola del freddo                 |
| 10 | La pietra del sole                 |
| 11 | Arlecchino servitore di due carote |
| 12 | Il ballo del vulcano               |
| 13 | Chi ha paura dell'acqua?           |
| 14 | Le liane sonore                    |
| 15 | Il coraggio di Cilindro            |
| 16 | Non perdete l'occasione            |
| 17 | I popcorn giganti                  |
| 18 | Gincana sulle cime degli alberi    |
| 19 | Il Dinogigante di pietra           |
| 20 | Sfilata improvvisata               |
| 21 | Nascondinosauro                    |
| 22 | La danza di Damiano                |
| 23 | La musica della natura             |
| 24 | Segnali di fumo                    |
| 25 | L'unione fa la forza               |
| 26 | Una nuova materia                  |